# Let's Get It: Thug Motivation 101
| Críticas profissionais                                                      | Críticas profissionais |
| Avaliações da crítica                                                       | Avaliações da crítica  |
| Fonte                                                                       | Avaliação              |
| --------------------------------------------------------------------------- | ---------------------- |
| Allmusic                                                                    | [ 1 ]                  |
| Entertainment Weekly                                                        | (Favorável)            |
| RapReviews                                                                  | (8/10)                 |
| Rolling Stone                                                               | [ 4 ]                  |
| Spin                                                                        | [ 5 ]                  |
| Sputnikmusic                                                                | [ 6 ]                  |
| ThaCorner                                                                   | (7.75/10)              |
| USA Today                                                                   | [ 8 ]                  |
| Esta tabela precisa de ser acompanhada por texto em prosa. Consulte o guia. |                        |

Let's Get It: Thug Motivation 101 é o álbum de estreia do rapper americano Young Jeezy. Quatro singles foram lançados do álbum: "And Then What", "Soul Survivor", "Go Crazy", e "My Hood". Os videoclipes de todas as quatro canções foram rodados pela BET, VH1 e MTV. A versão de "Go Crazy" mais escutada frequentemente é o remix com a participação de Jay-Z.
O álbum ganhou o certificado de disco de platina pela Recording Industry Association of America no final de 2005. O lançamento do álbum no Reino Unido contém o remix de "Go Crazy". Let's Get It: Thug Motivation 101 estreou na segunda posição da Billboard 200, com 172,000 cópias vendidas na semana de lançamento. Em 2012 a revista Complex nomeou o álbum um dos clássicos da década de 2000.

## Lista de faixas
| N.º | Título                                                                 | Produtor(es)            | Duração |  |
| 1.  | "Thug Motivation 101"                                                  | Shawty Redd             | 3:14    |  |
| 2.  | "Standing Ovation"                                                     | Drumma Boy              | 4:14    |  |
| 3.  | "Gangsta Music"                                                        | Shawty Redd             | 4:02    |  |
| 4.  | "Let's Get It / Sky's the Limit"                                       | Midnight Black          | 3:42    |  |
| 5.  | "And Then What" (featuring Mannie Fresh)                               | Mannie Fresh            | 4:05    |  |
| 6.  | "Go Crazy" (featuring Jay-Z)                                           | Don Cannon              | 4:13    |  |
| 7.  | "Last of a Dying Breed" (featuring Trick Daddy, Young Buck & Lil Will) | San "Chez" Holmes, Khao | 3:56    |  |
| 8.  | "My Hood"                                                              | Lil C                   | 4:00    |  |
| 9.  | "Bottom of the Map"                                                    | Shawty Redd             | 4:21    |  |
| 10. | "Get Ya Mind Right"                                                    | Shawty Redd             | 3:41    |  |
| 11. | "Trap Star"                                                            | Mr. Collipark           | 3:52    |  |
| 12. | "Bang" (featuring T.I. & Lil Scrappy)                                  | Jazze Pha               | 4:28    |  |
| 13. | "Don't Get Caught"                                                     | J.U.S.T.I.C.E. League   | 4:17    |  |
| 14. | "Soul Survivor" (featuring Akon)                                       | Akon                    | 4:40    |  |
| 15. | "Trap or Die" (featuring Bun B)                                        | Shawty Redd             | 4:00    |  |
| 16. | "Tear It Up" (featuring Lloyd & Slick Pulla)                           | Midnight Black          | 4:29    |  |
| 17. | "That's How Ya Feel"                                                   | Shawty Redd             | 4:03    |  |
| 18. | "Talk to Em"                                                           | Nitti                   | 4:23    |  |
| 19. | "Air Forces" (Faixa bônus)                                             | Shawty Redd             | 4:01    |  |

## Posições nas paradas musicais
| Parada musical (2005)                   | Melhor posição |
| --------------------------------------- | -------------- |
| E.U.A. Billboard 200                    | 2              |
| E.U.A. Billboard Top R&B/Hip-Hop Albums | 1              |
| E.U.A. Billboard Top Rap Albums         | 1              |